# Ernst Happel

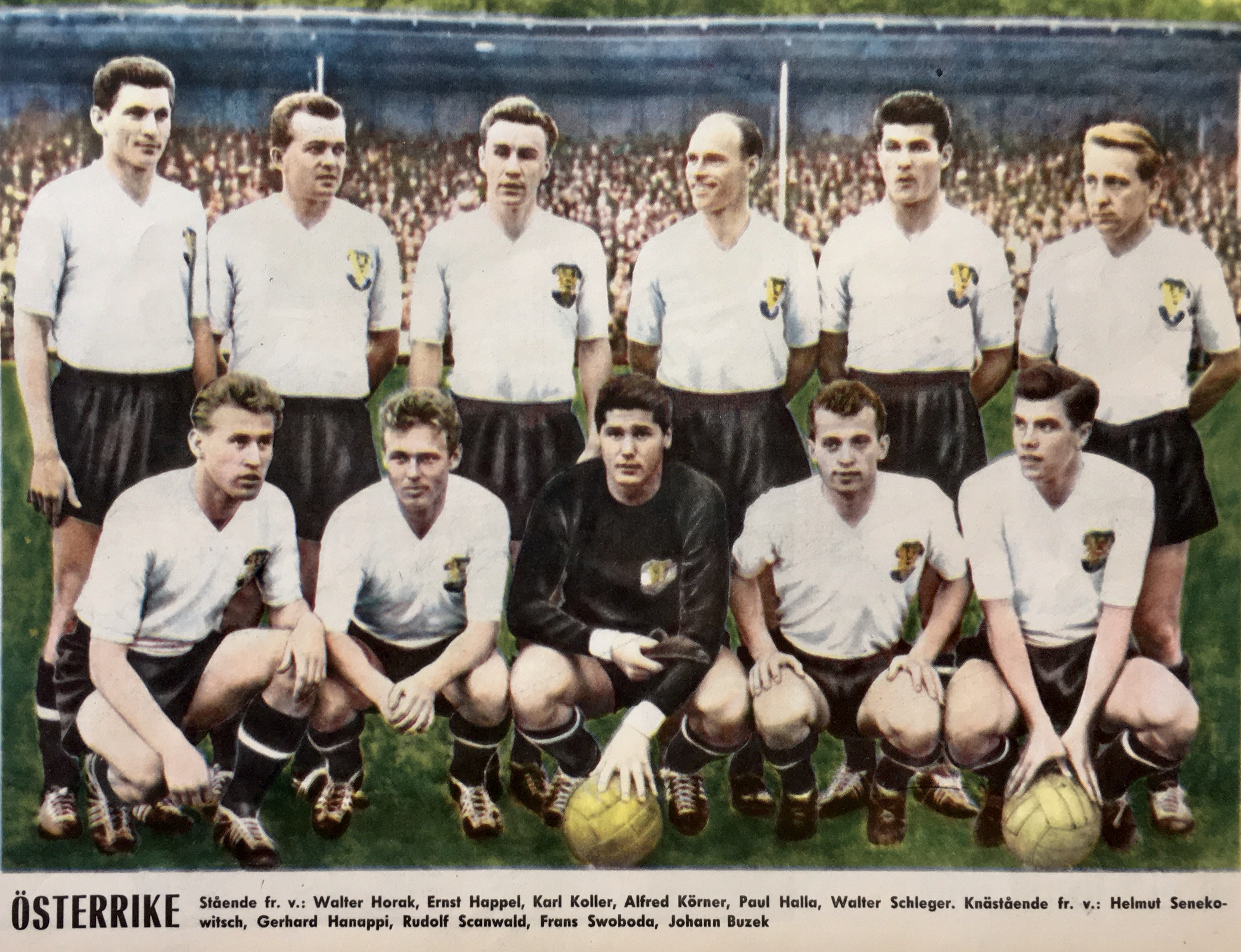
Österreichische Nationalmannschaft aus dem Jahre 1958 – Bild zeigt 2. Reihe stehend v. l.: Walter Horak, Ernst Happel, Karl Koller, Alfred Körner, Paul Halla, Walter Schleger; 1. Reihe hockend v. l.: Helmut Senekowitsch, Gerhard Hanappi, Rudolf Szanwald, Franz Swoboda und Johann Buzek

Ernst Franz Hermann Happel (* 29. November 1925 in Wien; † 14. November 1992 in Innsbruck) war ein österreichischer Fußballspieler und -trainer. Als Spieler erreichte der Verteidiger unter anderem den 3. Platz bei der Weltmeisterschaft 1954 in der Schweiz und wurde zum Publikumsliebling bei Rapid. Seine größten Erfolge konnte Ernst Happel allerdings als Trainer in den Niederlanden, Belgien, Deutschland und Österreich feiern. Aufgrund seiner eigenwilligen Art wurde Happel häufig als „Grantler“ bezeichnet. Er trainierte von Jänner 1992 bis zu seinem Tod im November 1992 die österreichische Nationalmannschaft.

## Ernst Happel als Verteidiger

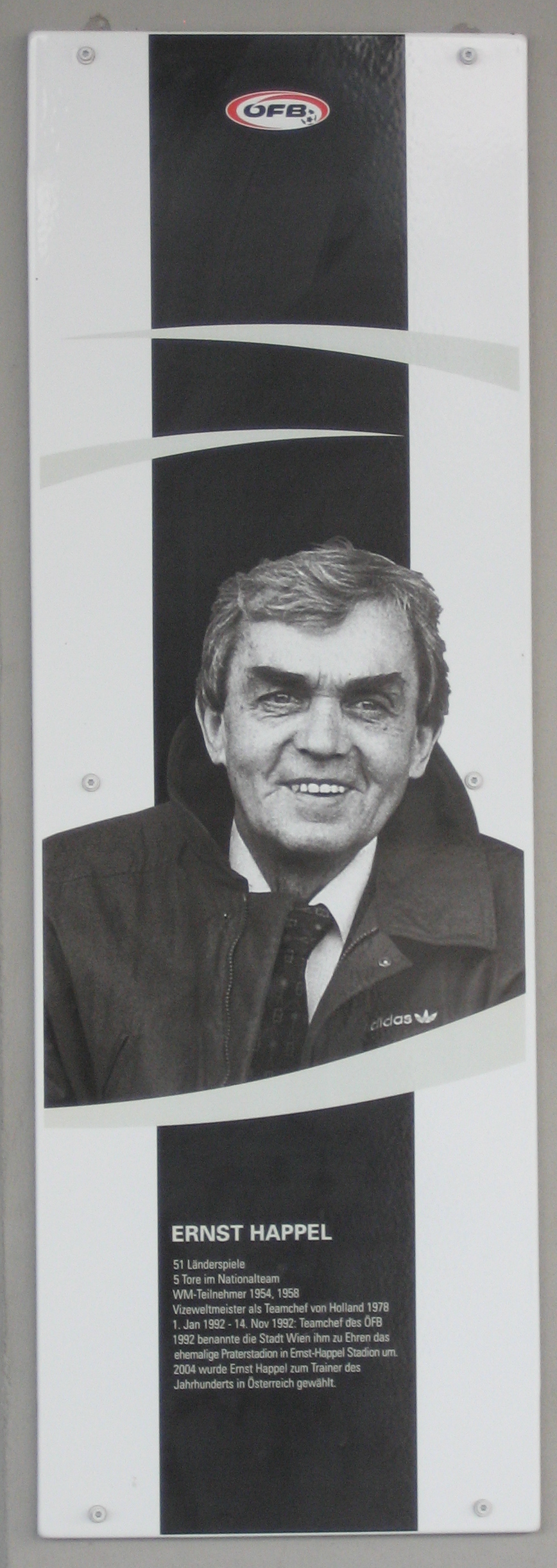
Gedenktafel für Ernst Happel im Ernst-Happel-Stadion

### Der Beginn in Hütteldorf
Ernst Happel wurde als uneheliches Kind der aus Böhmen stammenden Karoline Nechyba (* 30. September 1905 in Wien-Rudolfsheim; † 23. Jänner 1969 in Wien-Penzing) geboren. Ein Jahr nach seiner Geburt heiratete die Mutter am 28. Dezember 1926 in Wien-Rudolfsheim den 1,95 m großen und stämmigen Gewichtheber Franz Josef Happel (* 13. Februar 1904 in Wiener Neudorf; † 28. März 1963 in Wien-Alsergrund), der in der Thurngasse im neunten Bezirk den Salzburgerhof, ein großes Wirtshaus mit Garten, führte und der Ernst als Stiefsohn annahm. Seinen echten Vater soll Ernst Happel nie kennengelernt haben. Das Gasthaus wurde auch nach dem Zweiten Weltkrieg noch von der Familie Happel betrieben. Die Mutter war bereits davor im gleichen Metier tätig und betrieb nahe der Mollardschule in der Gfrornergasse eine Gaststätte. Es war keine glückliche Zeit, die wiederum 1939 in einer rechtskräftigen Scheidung des Ehepaares Happel endete. Ab seinem vierten Lebensjahr wuchs er bei der böhmischen Großmutter in Wien-Breitensee auf, zu der er im Gegensatz zu seinen Eltern Zuneigung entwickelte. Die aus Jemnice stammende Großmutter – der Großvater stammte aus Prosenická Lhota – betrieb zu dieser Zeit am Meiselmarkt im 15. Wiener Gemeindebezirk, auf der Schmelz, einen Obst-, Würstel- und Gemüsestand. Die Mutter heiratete nach der Scheidung ein zweites Mal.
Ernst Happel spielte in der Jugendmannschaft von Rapid Wien, bei der er unter anderem von Richard Kuthan und Leopold Nitsch trainiert wurde. Während des Zweiten Weltkrieges rückte er 1942 erstmals in die Kampfmannschaft auf. Mit Erreichen des 18. Lebensjahres wurde er aber in die Wehrmacht eingezogen, was ihn an die Ostfront nach Weißrussland führte.
Nach Kriegsende wurde er bald Stammspieler bei Rapid. Unter Kapitän Franz Binder wurde Happel 1946 erstmals Meister und Cupsieger, nachdem man im Finale die Vienna mit 2:1 besiegt hatte. Happel hatte damit die beiden ersten Wettbewerbe im Nachkriegsösterreich gewonnen. Der Zuspruch zu Rapid in dieser Zeit war sehr groß – durchschnittlich 800.000 Zuschauer wollten den Verein pro Saison sehen.
Ernst Happel wurde bald zum Publikumsliebling und begeisterte durch seine Souveränität als Stopper – aus dieser Position ging später der Libero hervor –, durch sein Ballgefühl, sein geschicktes Tackling und ob seiner taktischen Reife. Von Freunden und Fans wurde er bald „Aschyl“ gerufen, in Anlehnung an einen türkischen Schauspieler, dem er zum Verwechseln ähnlich sah. Seine spielerischen Qualitäten brachten Ernst Happel zudem den Beinamen „der Zauberer“ ein. Seinen ersten Einsatz im Nationalteam hatte Ernst Happel am 14. September 1947, als Österreich seinen „Erzrivalen“ Ungarn mit 4:3 besiegen konnte. Von diesem Zeitpunkt an hatte Happel einen Stammplatz (österreichisch: Fixleiberl) bei Trainer Walter Nausch. Nachdem sich der Verteidiger 1947 mit dem Vizemeistertitel knapp hinter der Wacker zufriedengeben musste, konnte er mit Rapid in der Folgesaison wiederum den Titel vor den Meidlingern holen. Zum 50. Geburtstag des Vereins ging es im Anschluss an die Saison nach Brasilien, wo unter anderem CR Vasco da Gama, CR Flamengo und der São Paulo FC die Gegner waren. Man versuchte, das brasilianische Spielsystem nach Hütteldorf zu übernehmen, und auch Ernst Happel verbesserte seine technischen Fähigkeiten.

### Sieg im Zentropapokal
Die Spielsaison 1950/51 bildet einen weiteren Höhepunkt in der Zeit Ernst Happels bei den Grün-Weißen. Die Rapid-Mannschaft, verstärkt durch den Zugang von Gerhard Hanappi, konnte klar die Meisterschaft dominieren. Man feierte unter anderem ein 11:2 gegen den LASK, schlug Sturm mit 12:1 und besiegte die Vienna mit 9:0. Schließlich wurde die Mannschaft souverän Meister. Insgesamt erzielten die Hütteldorfer 133 Tore in nur 24 Meisterschaftsspielen. Das ergibt einen Schnitt von 5,54 Toren pro Spiel. 1951 blieb Ernst Happel jedoch nicht nur auf nationaler Ebene erfolgreich; in diesem Jahr kam es außerdem zur Wiederbelebung des Mitropapokals, der 1951 unter dem Namen „Zentropacup“ abgehalten wurde. Der Rapidler konnte sich mit einem 5:0-Sieg gegen Lazio Rom für das Finale qualifizieren, wo er mit der Mannschaft im rein österreichischen Duell gegen die Wacker antrat. Die Meidlinger kontrollierten das Spiel, Rapid musste zweimal zum 1:1 und 2:2 ausgleichen. Das entscheidende Siegtor zum 3:2 für Rapid erzielte Ernst Happel in der 90. Spielminute. Mit dem Sieg im Zentropacup feierte der Verteidiger seinen ersten – Rapid gleichzeitig seinen letzten – großen internationalen Titelgewinn.

### Weltmeisterschaft in der Schweiz
Ernst Happel fuhr 1954 mit der Nationalmannschaft zur Weltmeisterschaft in der Schweiz, nachdem man zuvor in der Qualifikation Portugal mit 9:1 besiegt hatte. Der Zug machte auf dem Weg zum Quartier bei Zürich in Innsbruck Halt, wo die Mannschaft ein Trainingsspiel gegen eine Auswahl der Arlbergliga durchführen sollte. Das Team ging mit 14:0 in Führung, sodass es dem Verteidiger Happel etwas langweilig wurde. Er schnappte sich den Ball, drehte sich um und schoss seinem Spezi Walter Zeman ein Eigentor aus zwanzig Metern. Die beiden hatten auf dem Platz ständig Auseinandersetzungen, blieben allerdings zeitlebens enge Freunde. Bei der Weltmeisterschaft zog Happel mit der Nationalmannschaft nach einem 1:0 über Schottland und einem 5:0-Kantersieg über die Tschechoslowakei in das Viertelfinale ein, wo man auf den Gastgeber traf.
Das trefferreichste Spiel in der Geschichte von Fußball-Weltmeisterschaften, die „Hitzeschlacht von Lausanne“, konnte Österreich mit 7:5 für sich entscheiden. Österreichs Torhüter Kurt Schmied erlitt bereits zu Beginn des Spieles einen Sonnenstich, durfte jedoch nicht ausgewechselt werden. So gingen die Schweizer vor knapp 50.000 heimischen Fans rasch mit 3:0 in Führung. Kurt Schmied wurde indes von Masseur Pepi Ulrich mit zugeworfenen Schwämmen gekühlt. Ulrich stellte sich hinter das österreichische Tor und begann damit, den sich in einem tranceähnlichen Zustand befindlichen Kurt Schmied bei jedem Angriff zu dirigieren. Das österreichische Team suchte bald nach der schweizerischen Führung die Flucht nach vorne und lag zehn Minuten später selbst mit 5:3 in Front. Das Spiel, in dem Österreich auch noch einen Elfmeter verschoss, gewann das Team von Ernst Happel schließlich mit 7:5 und stieg zum zweiten Mal in der Geschichte in ein Halbfinale einer Weltmeisterschaft auf. Ernst Happel verlor allerdings auch in diesem Match seinen Spielwitz nicht. Beim Stande von 6:5 für Österreich stoppte er einen Ball mit seinem Hintern und gab ihn so weiter, was fast zum 6:6-Ausgleich für die Schweiz geführt hätte.
Bei der 6:1-Niederlage im Halbfinale gegen die BR Deutschland spielte Ernst Happel eine tragische Rolle. Er hatte den deutschen Teamspielern bei ihren einstudierten Standardsituationen nichts entgegenzusetzen, sodass man ihm und dem Tormann Walter Zeman nach dem Spiel vorwarf, von den Deutschen bestochen worden zu sein. Österreich gewann zwar das kleine Finale um Platz 3 gegen den damals amtierenden Weltmeister Uruguay, aber Ernst Happel und Walter Zeman waren über die Bestechungsvorwürfe so erbost, dass sie bei der Heimfahrt bereits vor dem feierlichen Empfang der Weltmeisterschafts-Dritten in Wien ausstiegen und über drei Jahre lang nicht mehr für die österreichische Nationalmannschaft spielten.

### Wechsel nach Paris und die Rückkehr zu Rapid
Nach unzähligen Gerüchten, die um Ernst Happel und einen möglichen Wechsel ins Ausland in Wien kursierten, verließ er 1954 tatsächlich die Hütteldorfer und ging zu RC Paris. Bereits 1956 kehrte der Verteidiger an seine alte Wirkungsstätte zurück und spielte mit Rapid einige Jahre lang erfolgreich im Europapokal der Landesmeister. 1956 trafen die Grün-Weißen auf Real Madrid, die damals beste Mannschaft Europas. 1956 bis 1960 gewannen die Spanier alle fünf Europapokalwettbewerbe, doch 1956 erwies sich Happels Klub fast als Stolperstein. Nachdem die Wiener das Hinspiel in Spanien mit 2:4 überstanden hatten, führten die Rapidler beim Rückspiel in Wien dank eines Hattricks des Verteidigers Ernst Happel, der nur selten so viele Tore in einer ganzen Meisterschaftssaison erzielte, bereits 3:0. Die Spanier konnten jedoch noch das 1:3 erzielen, sodass ein drittes Spiel ausgetragen werden musste. Damals gab es noch keine Auswärtstorregel, ansonsten wäre Rapid weitergekommen. Das Recht auf die Platzwahl für das Entscheidungsspiel wurde von Rapid verkauft, sodass es vor 90.000 spanischen Fans in Madrid stattfand. Rapid verlor chancenlos 2:0.
In der Europacupsaison 1958 traf Ernst Happel mit Rapid auf den AC Milan. Nach einem 1:4 in Mailand drohte ein Debakel. Doch in Wien konnte Rapid schon nach wenigen Minuten 1:0 in Führung gehen. Die Italiener konnten zwar früh wieder ausgleichen, doch nach 78 Minuten war das Hinspielresultat egalisiert. Dem AC Milan gelang erneut ein Treffer zum 2:4. Kurz vor Spielende erzielte Gerhard Hanappi jedoch das 5:2, sodass es wie schon im Vorjahr zu einem Entscheidungsspiel kam. Dieses Mal fand das Spiel auf neutralem Boden in Zürich statt. Rapid hatte Pech und musste ab der 13. Minute mit zehn Mann weiterspielen, da sich Lambert Lenzinger verletzt hatte. Auswechslungen waren damals noch nicht erlaubt. Die Mannschaft kämpfte, musste sich letztendlich aber 2:4 geschlagen geben, nachdem Ernst Happel sogar der zwischenzeitliche Ausgleich in Unterzahl gelungen war.

### Weltmeisterschaft in Schweden und Karriereende als Aktiver
Nachdem die österreichische Nationalmannschaft im entscheidenden Qualifikationsspiel gegen die Niederlande siegreich geblieben war, fuhr sie wieder gemeinsam mit Ernst Happel zur Weltmeisterschaft 1958 in Schweden. Österreich hatte allerdings großes Pech mit der Gruppenauslosung: Die Gegner hießen Brasilien, England und die damals starke Sowjetunion. Ernst Happel schied mit seiner Mannschaft bereits in der Gruppenphase aus und sollte im letzten Spiel gegen England selbst gar nicht mehr zum Einsatz kommen – es hätte sich um seinen 50. Teameinsatz gehandelt. Sein Verein Rapid reagierte allerdings schnell und schickte dem Teamtrainer Pepi Argauer die Rapid-Ehrennadel, die er Ernst Happel anlässlich seines 50. Einsatzes im Team überreichen sollte. Ernst Happel spielte und Österreich verabschiedete sich mit einem 2:2 gegen England von der Weltmeisterschaft. Mit der folgenden Saison verabschiedete sich Ernst Happel auch vom aktiven Fußball.

## Sektionsleiter
Ernst Happel übernahm nach der Beendigung seiner aktiven Karriere zunächst den Posten des Sektionsleiters bei Rapid und betreute gemeinsam mit Trainer Robert Körner die Mannschaft. In diesen zwei Saisonen wurde Rapid Meister, Cupsieger und kam bis ins Halbfinale des Europapokals der Landesmeister, wo man der vom Ex-Hakoahner Béla Guttmann trainierten Benfica Lissabon unterlag.

## Trainerkarriere

### Erste Jahre als Trainer in Den Haag

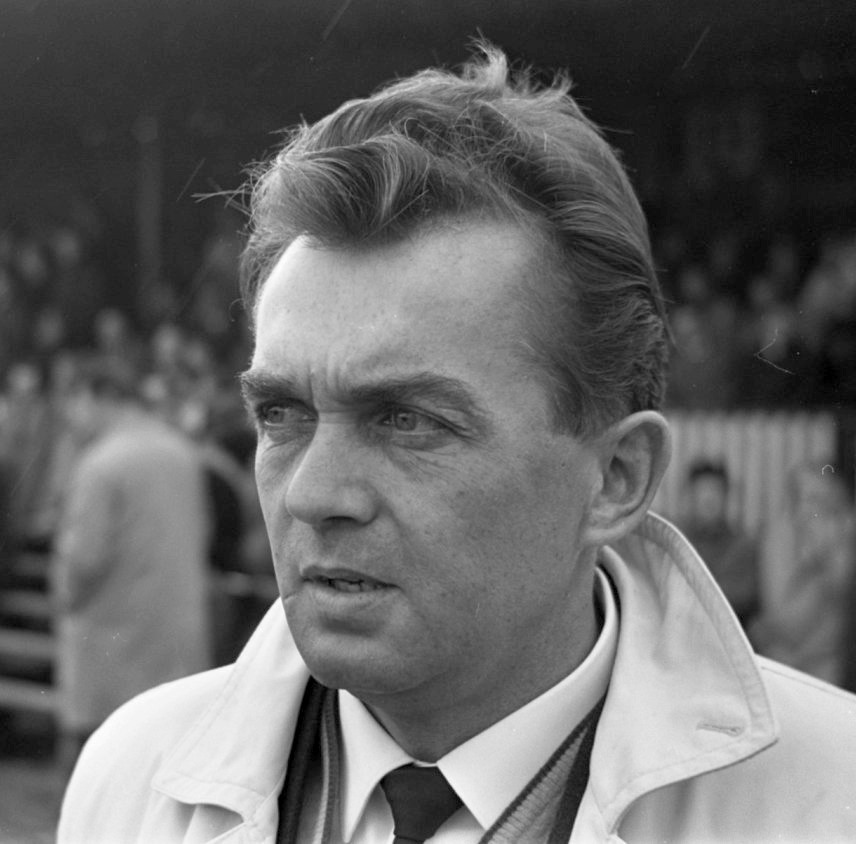
Ernst Happel bei ADO (1965)

Happels Trainerkarriere begann in den Niederlanden bei ADO Den Haag. Als Trainerneuling musste er sich jedoch erst den Respekt der Spieler erarbeiten. Bei einem der ersten Trainings in Den Haag regnete es stark, die Spieler wollten ihren neuen Trainer etwas sekkieren (ärgern) und verweigerten das Training. Ernst Happel trieb seine Truppe hinaus und legte eine Getränkedose auf das Kreuzeck. Vom Sechzehner schoss er sie hinunter und forderte seine Spieler auf, es ihm nachzutun. Wer es schaffte, durfte unter die Dusche – so konnte das Training vollzählig im Regen stattfinden. Im August 1981 bezeichnete Happel diese Geschichte als „eine erfundene Sache“ und fügte nach einer kurzen Pause hinzu: „Etwas Wahres ist aber dran.“ Ernst Happel wurde bald zu einem der erfolgreichsten Trainer der Fußballgeschichte. Sein Erfolgsrezept als Trainer hieß „Pressing“ und die totale Offensive. Er verlangte von seinen lauffreudigen und konditionsstarken Spielern, dass sie „dem Gegner ihren Stil aufzwingen und ihn nicht zur Ruhe kommen lassen dürfen“. Wegen seiner wortkargen Art als Trainer wurde er auch als der „Schweiger“ betitelt, Max Merkel beschrieb ihn später einmal als „Beethoven in der Endphase“ und sagte über Happel, er glaube, der habe nie eine Trainerprüfung gemacht. „Dafür hat er eine Nase, das reicht“, so Merkel.
Unter Happels Führung entwickelte sich ADO von einem Abstiegskandidaten zu einem Titelaspiranten. Bereits 1963, 1964 und 1966 stand er mit seiner Truppe im Finale um den niederländischen Cup, wo man jedoch gegen Willem II, Fortuna 54 nach Elfmeterschießen beziehungsweise gegen Sparta den Kürzeren zog. 1968 konnte er mit ADO schließlich seinen ersten Titel als Trainer gewinnen – seine Mannschaft besiegte Ajax im vierten Anlauf im Cupfinale am 3. Juni 1968 mit 2:1. Allerdings war es Anfang März 1969 – nach einer Cupniederlage bei NEC Nijmegen – zu einer Auseinandersetzung mit dem Vereinsvorsitzenden Herman Choufoer gekommen, worauf Happel seinen bis 1971 laufenden Vertrag kündigte.
Seine vielgeachteten Trainerqualitäten ermöglichten Ernst Happel schließlich nach dem Cupfinale den Wechsel zum wesentlich besser situierten Ligakonkurrenten SC Feijenoord (seit 1971 „Feyenoord“) in der Hafenstadt Rotterdam.

### Weltpokalsieger mit Rotterdam

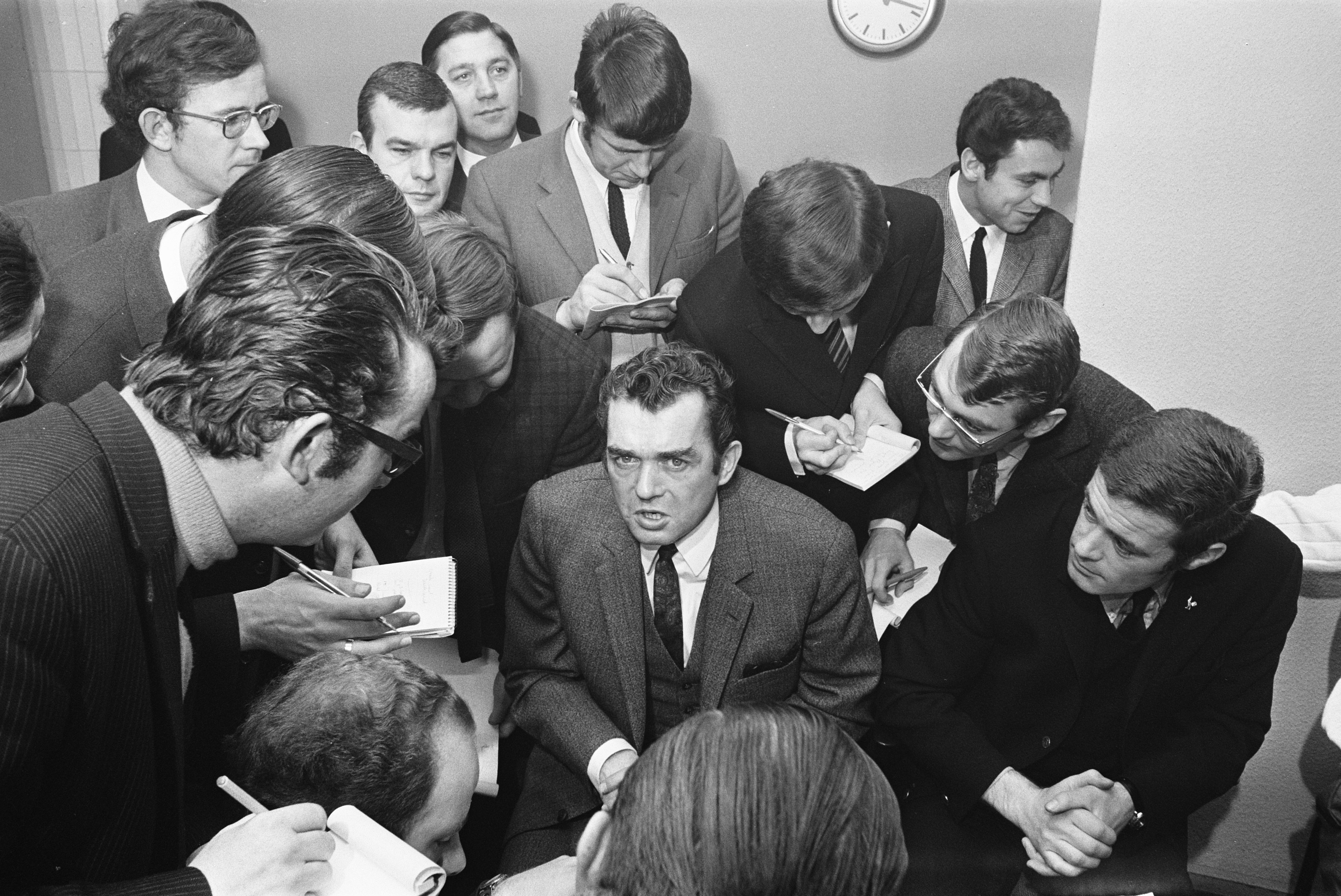
Ernst Happel 1969 im Gespräch mit Journalisten

Bei den Rotterdamern konnte sich der Wiener rasch einleben und gilt heute noch als große Trainerlegende. Mit Franz Hasil stand auch ein gebürtiger Wiener und Ex-Rapidler in den Reihen der Niederländer. Sein Einstieg in Rotterdam war kaum zu überbieten: Ernst Happel gewann mit seiner Mannschaft bereits im ersten Jahr 1969/70, als erster niederländischer Club, den Europapokal der Landesmeister. Ernst Happel schaltete mit seinem Team in diesem Wettbewerb auf dem Weg ins Finale unter anderem den AC Milan, Vorwärts Berlin und Legia Warschau aus. Der Finalgegner von Feijenoord hieß Celtic Glasgow, die von Happels Truppe vor 53.000 Zuschauern im Mailänder San Siro durch ein Tor in der 117. Minute von Ove Kindvall mit 2:1 geschlagen wurden.
Nach seinem Sieg im Meistercup gewann der Wiener auch den Weltpokal mit den Rotterdamern. Im Finale wurde Estudiantes de La Plata besiegt – 2:2 in Buenos Aires und 1:0 in den Niederlanden. Ernst Happel trainierte Feijenoord noch zwei weitere Jahre, wurde unter anderem Meister und platzierte sich nie unterhalb des zweiten Ranges. Er nahm allerdings 1973 vorerst Abschied von den Niederlanden und widmete sich neuen Aufgaben. Ernst Happel selbst sagte dazu: „Wir haben soviel erlebt, ich muss aufhören. Mit zu viel Siegen geht die Disziplin zurück. Wir werden zu sehr Freunde. Man leidet und weint, man lacht und gewinnt zusammen. Und das darf nicht zu lang dauern.“

### Neue Herausforderungen in Belgien
Zur Saison 1973/74 ging Ernst Happel nach Spanien zum Zweitligisten Sevilla FC, der die Saison als Neunter beenden sollte.
Ab 1975 widmete er sich danach dem belgischen Klub FC Brügge, aus dem er wiederum eine der besten Mannschaften der Welt formen konnte. Er trainierte den Verein drei Saisons lang, wurde dabei ebenso oft Meister und stand zweimal im Europapokalfinale. Der erste Meistertitel von Brügge 1976 wurde klar vor dem RSC Anderlecht gewonnen.
Über Olympique Lyon, Ipswich Town, AS Rom, den AC Milan und den Hamburger SV kam Happels neues Team in seinem ersten Trainerjahr zudem bis ins UEFA-Cup-Finale. Brügge musste sich dort allerdings dem FC Liverpool knapp mit 4:3 geschlagen geben. Nach dem Double 1977 griff der FC Brügge 1978 erneut nach dem Europapokal. Dieses Mal stand Ernst Happel mit seiner Mannschaft im Finale des Europapokals der Landesmeister. Im Londoner Wembley-Stadion sah Happel sein Team vor 92.000 Zuschauern erneut dem FC Liverpool gegenübergestellt. Auch dieses Mal konnten sich die Briten im Wembleystadion knapp mit 1:0 durchsetzen. Zur Saison 1978/79 schloss sich das Großtalent Jan Ceulemans dem Verein an, wo Ernst Happel nunmehr als Vizeweltmeister amtierte. Der Saisonstart verlief dennoch sehr schlecht. Die Mannschaft setzte sich im Mittelfeld fest und auch im Landesmeisterpokal kam das Aus diesmal bereits in der ersten Runde durch Wisła Krakau aus Polen. Ende November des Jahres trennten sich die Wege von Ernst Happel und dem Club Brügge, nachdem Happel zunächst seinen Vertrag mit Wirkung zum Saisonende kündigte. Unter seinem ungarischen Nachfolger András Béres sollte der Club Brügge sich auch nicht mehr entwickeln und war am Saisonende Sechster. Eine so erfolgreiche Zeit wie unter Ernst Happel sollte nie mehr wiederkommen.

### Weltmeisterschaftsfinale mit den Niederlanden

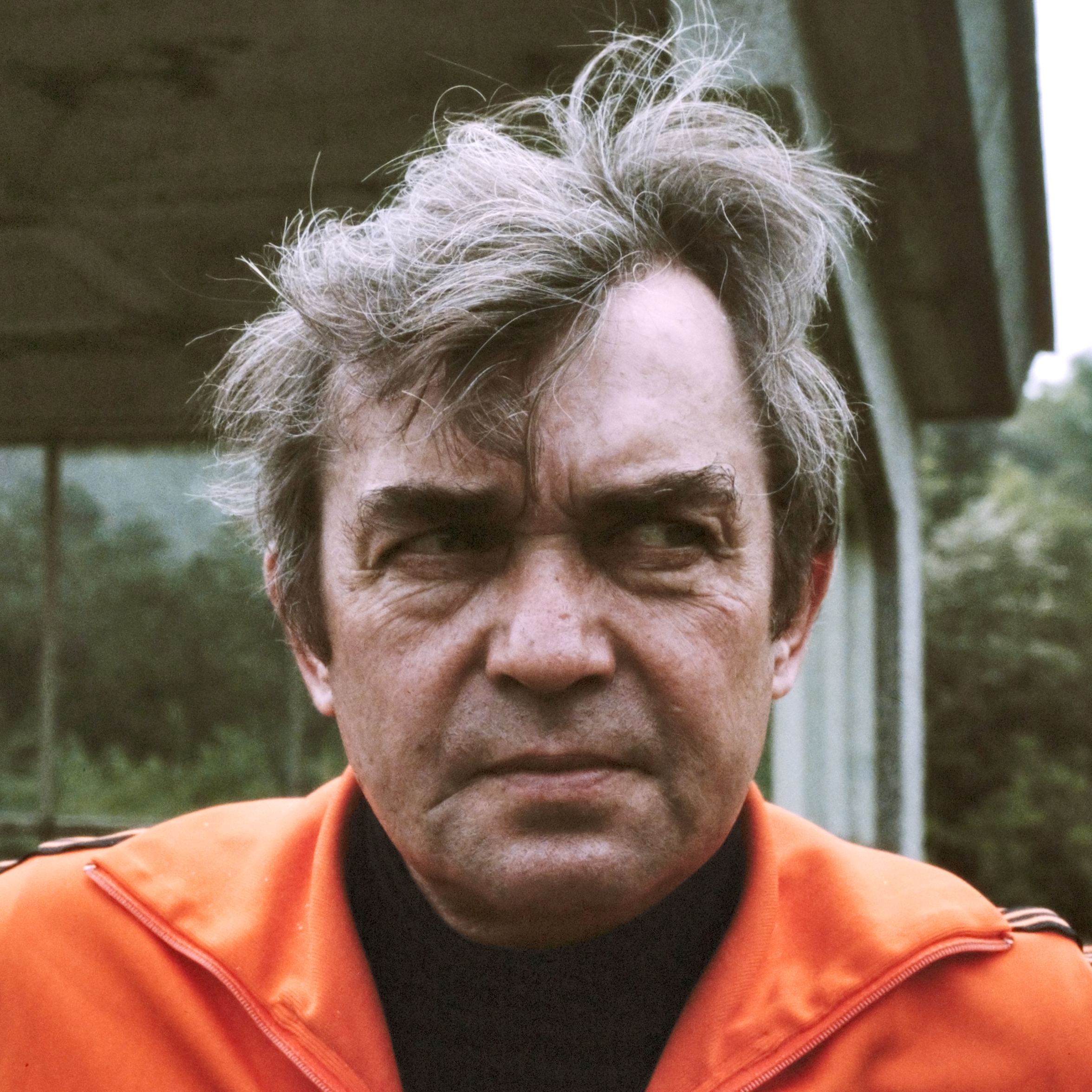
Mai 1978: Trainer in orange

Der niederländische Verband verpflichtete Happel zum August 1977 als neuen Bondscoach, um mit ihm die Qualifikation für die Weltmeisterschaft 1978 in Argentinien zu erreichen und die Elftal dann durch das Turnier zu führen. Er sollte das Amt parallel zu seinem Verpflichtungen beim Club Brügge ausführen. Bei den Qualifikationsspielen im Oktober 1977 gegen Nordirland und gegen Belgien musste ihn allerdings Jan Zwartkruis vertreten, da er für das Nordirlandspiel unabkömmlich war und beim Spiel gegen Belgien der belgische Verband einen Interessenkonflikt anmahnte. Die Niederlande wurden mit nur einem Punktverlust Erster der Qualifikationsgruppe, zu der auch noch Island gehörte.
In der Vorrunde des Turniers in Argentinien konnte sich Happel mit der Oranje Elftal nur relativ knapp durchsetzen – das bessere Torverhältnis gegenüber den Schotten, die die Holländer mit 3:2 besiegt hatten, gab den Ausschlag zum Aufstieg in die Zwischenrunde als Gruppenzweiter hinter Peru. Zudem siegten die Niederlande mit 3:0 gegen Iran.
In der Zwischenrunde traf Ernst Happel mit seinem Team auf Deutschland, Italien und Österreich. Zum Leidwesen vieler österreichischer Fans konnte sich der Wiener mit der niederländischen Nationalelf durchsetzen und schoss Österreich aus dem Wettbewerb. Im Finale der Weltmeisterschaft 1978 stand Happels Team dem Gastgeber Argentinien gegenüber. Kurz vor Spielende stand es 1:1, als der Niederländer Rob Rensenbrink anstatt des leeren Tors nur den Pfosten traf. Argentinien gewann in der Verlängerung mit 3:1 – Mann des Spiels war Mario Kempes, der später seine Karriere in der österreichischen Bundesliga ausklingen ließ. Ernst Happel war somit „nur“ Vizeweltmeister. In seiner Heimat nannte man ihn dennoch „Wödmasta“ – ein Titel, der ihm von Josef Blum zugefallen war. Nachdem man ihn beim Empfang durch Königin Juliana in den Niederlanden etwas warten ließ, wurde er jedoch ein wenig ungeduldig und meinte zum kleinen Prinz Willem-Alexander: „Wann kommt denn endlich die Omama? Sag ihr, ich hab’ wenig Zeit, ich muss nach Velden ins Casino!“

### Von Belgien zum Hamburger SV
Bereits im Februar 1978 versuchte der Hamburger SV, Happel für die Saison 1978/79 als neuen Trainer zu verpflichten. Dies wurde jedoch seitens des Deutschen Fußball-Bundes aufgrund einer fehlenden deutschen Trainerlizenz verweigert. „Wir müssen die Trainer schützen, die bei uns eine Lizenz erworben haben“, meinte der deutsche Verband, sodass Branko Zebec als Nachfolger der während der mit einem zehnten Tabellenplatz erfolglosen Saison 1977/78 beschäftigten Trainer Rudi Gutendorf und Özcan Arkoç verpflichtet wurde. Der DFB sollte seine Einstellung zu ausländischen Trainerlizenzen erst 1980 im Zusammenhang mit der Verpflichtung des holländischen Startrainers Rinus Michels durch den 1. FC Köln ändern. In derselben Phase hatte Happel auch Gespräche mit Real Madrid, die aber offensichtlich erfolglos blieben.
Nach seinem Aus bei Brügge zog Happel sich zunächst zu einem langen Urlaub in Velden am Wörthersee zurück, ehe er auf Betreiben des mit ihm befreundeten Politikers und Teppichmagnaten Pierre Lano Anfang 1979 den seinerzeitigen belgischen Zweitligisten KRC Harelbeke übernahm, mit dem er Elfter wurde. Nach diesem kurzzeitigen Intermezzo verpflichtete Standard Lüttich ihn im Sommer 1979, wo er allerdings nur für zwei Spielzeiten blieb. In Belgien konnte er 1981 abermals den belgischen Cup gewinnen – Lüttich siegte im Finale mit 4:0 über Lokeren.
Happels Weg führte daraufhin im Sommer 1981 nach Deutschland, wo er als Nachfolger des wegen Alkoholproblemen entlassenen Zebec sowie der Interimslösung Aleksandar Ristić letztlich doch noch Trainer beim Hamburger SV wurde – zwischenzeitlich hatte der DFB 1980 nach der Verpflichtung von Rinus Michels durch den 1. FC Köln einen Präzedenzfall bezüglich ausländischer Trainerlizenzen geschaffen, auf den HSV-Manager Günter Netzer bei der Verpflichtung Happels aufbaute. Während seiner Hamburger Zeit lebte Happel in Henstedt-Ulzburg. Für Verwirrung sorgte in Norddeutschland bisweilen seine Sprache, die das Hamburger Abendblatt im August 1981 als „Mischung aus Wienerisch, Holländisch und Flämisch“ bezeichnete. So verwendete Happel oft die niederländische Grußformel „gude Middag“, sagte über einen Spieler, dieser verfüge über eine gute „Mentalflak“ (gute Mentalität), sprach beim Begriff Kondition von „Kondizi“ und beim Begriff Berufsfußballspieler vom „Prof“. In seiner ersten Saison in der Hansestadt konnte er an seine Erfolge anknüpfen und das Team zum Meistertitel führen. Auch erreichte er das UEFA-Cup-Finale. Im ersten Endspiel unterlag Happels Elf allerdings den Schweden vom IFK Göteborg auswärts mit 0:1. Das Tor fiel erst kurz vor Spielende durch Tord Holmgren. Das Rückspiel in Hamburg ging mit 0:3 verloren.
Im Februar versuchte der österreichische Verband Happel als Trainer für die Weltmeisterschaft 1982 in Spanien zu gewinnen, ähnlich dem Arrangement seinerzeit zwischen dem Club Brügge und den Niederlanden. Dies scheiterte allerdings am Veto durch den DFB.
In seiner zweiten Spielzeit konnte Ernst Happel seinen Triumph mit den Rothosen in der deutschen Meisterschaft wiederholen und griff wiederum nach dem Europapokal. Das Endspiel des Europapokals der Landesmeister gegen den Favoriten Juventus Turin um Michel Platini und Zbigniew Boniek endete vor 75.000 Zuschauern im Athener Olympiastadion durch einen Treffer von Felix Magath mit 1:0 für den HSV – der bis heute größte Erfolg in der Geschichte des Vereins. Das Spiel um den Weltpokal ging allerdings an Grêmio Porto Alegre verloren. Vor seiner letzten Saison beim HSV musste sich Happel in der Sommerpause 1986 aufgrund einer Magenerkrankung einem Eingriff unterziehen. Aufgrund der Erkrankung hatte er deutlich an Gewicht verloren und war auch noch beim Trainingsauftakt Ende Juni 1986 geschwächt. Happel blieb bis 1987 in Deutschland und feierte im letzten Jahr noch den Gewinn des DFB-Pokals, ehe er in seine Heimat zurückkehrte. „Ich werde dem HSV immer verbunden bleiben, weil ich hier ungestört und profihaft arbeiten konnte“, so Happel anlässlich seines Abschieds aus Hamburg. In seiner Hamburger Zeit kam er auch mit der deutschen Nationalmannschaft in Verbindung, als er Franz Beckenbauer bei dessen Start in das Amt des Teamchefs fachlich unterstützte.

### Rückkehr in die Heimat
1987 kehrte Happel als Trainer des FC Swarovski Tirol nach Österreich zurück. Happel ließ dreimal am Tag hauptsächlich Ausdauer- und Krafttraining absolvieren. Es zahlte sich jedoch aus, die Mannschaft gewann 1989 und 1990 den Meistertitel sowie 1989 auch den Cup.
Schon Ende 1981 hatte der damalige ÖFB-Präsident Karl Sekanina angestrebt, dass Happel als Nachfolger des kurzerhand am 14. November 1981 entlassenen Karl Stotz der neue Teamchef der österreichischen Nationalmannschaft werden und somit das für die Weltmeisterschaft 1982 in Spanien qualifizierte Team betreuen sollte. Die vorerst verbreitete Zuversicht, Happel würde das Amt übernehmen können (auch Happel selbst schien der Meinung zu sein, er könne sich mit seinem aktuellen Klub, dem Hamburger SV, arrangieren), wurde recht bald gestoppt: Happel hätte offenbar laut den FIFA-Bestimmungen vom HSV offiziell entlassen werden müssen. Zur Teamcheffrage hatte vorerst auch noch Co-Trainer Georg Schmidt bekannt gegeben, dass er selbst „kein Teamchef sei, aber die ‚Hofübergabe‘ vorbereite“ und es war auch zu einer Wortmeldung durch den Kärntner Landeshauptmann Leopold Wagner gekommen, der den bekannten Klagenfurter Trainer Gerdi Springer in die Diskussion brachte. Happel war am 18. Dezember 1981 in Wien eingetroffen – und es schien vorerst auch zu einer Einigung gekommen zu sein, es waren gerade noch einige Verfahrensfragen zu klären. Happel hatte in der Doppelrolle als HSV- und ÖFB-Trainer keine Probleme gesehen, hatte „alte Größen“ wie Robert Körner in seinen Betreuerstab integrieren wollen. Anfang Januar kam aber bereits die Meldung, dass Happel frühestens am 29. Mai, dem Saisonende der Deutschen Bundesliga, als interimistischer Trainer für den ÖFB zur Verfügung stehen könne.
Was sich zehn Jahre zuvor zerschlagen hatte, war mit Jahresbeginn 1992 aber doch soweit: Happel übernahm das Nationaltraineramt, doch nach nur elf Monaten starb er an den Folgen von Lungenkrebs. Am 14. November 1992 war er um 17:16 Uhr in der Innsbrucker Universitätsklinik seiner Krankheit erlegen. Beim Spiel gegen Deutschland vier Tage nach seinem Tod (0:0 am 18. November im Frankenstadion in Nürnberg, bei dem Co-Trainer Dietmar Constantini mit der vorübergehenden Betreuung des österreichischen Teams beauftragt worden war), lag seine Kappe während der 90 Minuten auf der Trainerbank. Beide Mannschaften liefen in Trauerflor auf und es wurde, wie auch bei zahlreichen anderen Spielen in der Zeit nach dem Tod Happels, eine Trauerminute abgehalten.

## Persönlichkeit und Ehrungen

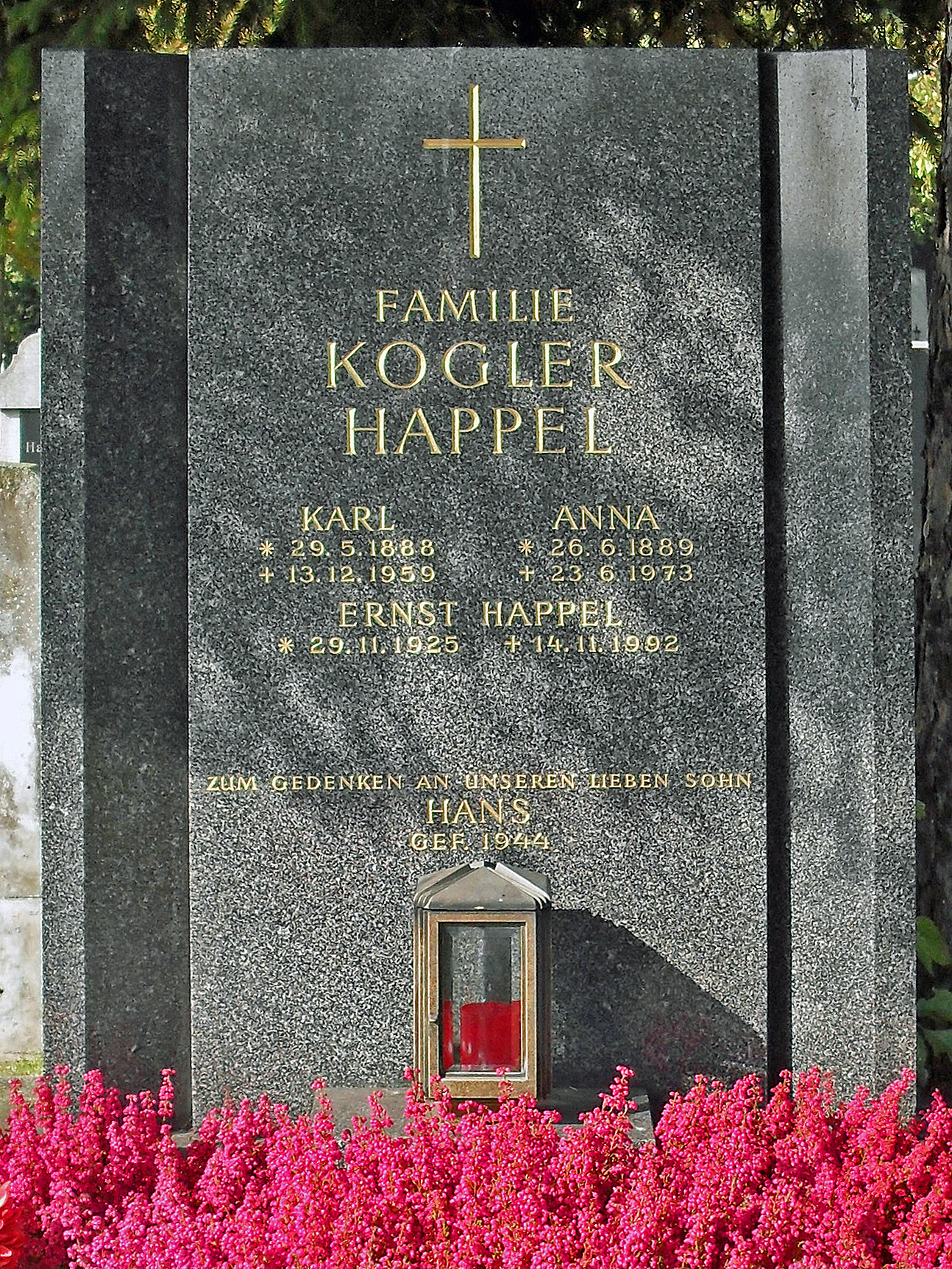
Grab von Ernst Happel auf dem Hernalser Friedhof

Ernst Happels Eltern waren Wirtsleute in Wien, er hat jedoch sein ganzes Leben, wie er selbst gesagt hatte, für den Fußball gelebt. Sein letzter Titel als österreichischer Meister 1990 folgte fast ein halbes Jahrhundert nach seiner ersten Meisterschaft 1946. Im Laufe dieser Karriere gelang es ihm, die österreichische Fußballgeschichte nachhaltig zu prägen. Kein anderer Fußballer aus der Alpenrepublik kann eine vergleichbare Titelsammlung vorweisen.
Seine große Popularität in Österreich nährt sich jedoch nicht nur aus seinen Erfolgen, insbesondere sein Charakter und seine „Sprüche“ haben großen Anteil daran. Als Verteidiger verkörperte er den Wiener Fußballstil mit Schmäh par excellence. Seine „Duelle“ mit Walter Zeman – die beiden verband eine lebenslange Freundschaft – sind bis heute gerne erzählte Geschichten. Eigentore, die er mitunter mit Absicht erzielte, quittierte er mit bekannten Aussprüchen wie „Sei froh, dass i di net am Kopf dawischt hab, sonst wärst tot ’gangen“ oder „Heast, Böhmischer, den Schuss hätt’ i mit mein Kapperl rausg’haut“. Als Trainer fiel er durch seinen etwas eigenwilligen Umgang mit den Medien auf: „Haut’s eich in Schnee!“ hieß es im Sommer, „Haut’s eich in Koks!“ im Winter. Auch seine Aussagen über einzelne Spieler („Wann s’ reden wollen, müssen s’ Staubsaugervertreter werden, ich brauch nur Fußballer“ – als Tirol-Trainer zu Hansi Müller, der ein Gespräch forderte) sowie den Fußballer allgemein sind bis heute in Österreich wohlbekannt.
Ernst Happel erhielt am 27. Februar 1989 den neu geschaffenen Fußball-Oscar und wurde 1990 von Bundeskanzler Franz Vranitzky mit dem Silbernen Ehrenzeichen für Verdienste um die Republik Österreich geehrt, nach seinem Tode wurde Österreichs größtes und bedeutendstes Stadion, das Praterstadion in Wien, in Ernst-Happel-Stadion umbenannt, 1997 wurde in Rotterdam eine Straße nach ihm benannt (Ernst Happelstraat). Er gewann auch die Wahl zu Österreichs Trainer des Jahrhunderts. Aber auch dem Spieler Happel wurden große Ehren zuteil: Als Aktiver wurde er 1953 in die Weltauswahl berufen, von der IFFHS wurde er zu einem der 100 bedeutendsten Spieler des 20. Jahrhunderts gewählt.
Privat wird Happel von seinen Hinterbliebenen als liebevoller Familienvater beschrieben. Als Grantler bekannt sowie als meist unnahbar, abweisend und schroff beschrieben, hatte der Privatmensch Happel ein anderes Gesicht. Überliefert ist von seinem Sohn Ernst Happel jr. folgendes Ereignis: Bei einem Besuch zusammen mit seinen Enkelkindern im Hamburger Tierpark Hagenbeck wurde Happel von einer ca. 30-köpfigen Schulklasse, Kindern im Alter von 10 bis 11 Jahren, erkannt und um Autogramme gebeten. Versuche des Lehrers, die Schüler zur Ordnung zu rufen, scheiterten. Stattdessen sagte Happel zum Lehrer, er möge die Kinder doch lassen. Danach gab er jedem einzelnen der Kinder ein Autogramm.
Happels Verhältnis zu Presseberichterstattern, die er oft als „Poeten“ bezeichnete, beschrieb Wolfgang Fricke im Hamburger Abendblatt 1983 wie folgt: „Denen gibt der Fachmann Happel, zwar nicht gerade einladend freundlich, aber immerhin sachliche Antworten. Geht die Fragerei ein bißchen ins Private […] dann kommt ein Befreiungsschlag: ‚Das ist doch uninteressant!‘“ Auf Pressekonferenzen beschränkte sich Happel oft auf nur wenige Sekunden dauernde Aussagen.
Happel war starker Raucher, die Überschrift eines 1981 im Spiegel veröffentlichten Beitrags seines Landsmanns, Trainerkollegen und ehemaligen Mitspielers bei Rapid Wien, Max Merkel, in dem er Happels Wesen und Arbeitsweise beschrieb, lautete König Lungenzug in der Bundesliga.
Ernst Happel ruht in einem ehrenhalber gewidmeten Grab auf dem Hernalser Friedhof (Gruppe 1, Nummer 238) in Wien. Dies ist gleichzeitig das Familiengrab seiner Ehefrau Elfriede (geborene Kogler; * 29. April 1924; † 29. Juli 1996), die Happel 1952 geheiratet hatte und mit der er 1953 den Sohn Ernst bekam.

## Erfolge

### Spieler
Vereine
- Zentropacup-Sieger: 1951
- Österreichischer Meister (6): 1946, 1948, 1951, 1952, 1954, 1957
  - Österreichischer Vizemeister (5): 1947, 1949, 1950, 1958, 1959
- Österreichischer Cupsieger: 1946
  - Österreichischer Cupfinalist: 1959

Nationalmannschaft
- Teilnahme an der Fußball-Weltmeisterschaft 1954: 3. Platz
- Teilnahme an der Fußball-Weltmeisterschaft 1958: Gruppenphase (die besten 16)
- 51 Länderspiele und 5 Tore für die österreichische Fußballnationalmannschaft von 1948 bis 1954 und von 1957 bis 1958

### Sektionsleiter
- Österreichischer Meister: 1960
- Österreichischer Cupsieger: 1961
- Europapokalsemifinale: 1961

### Trainer

#### Nationalmannschaft
- Vizeweltmeister: 1978 (Niederlande)

#### Vereine
International
- Weltpokal: 1970 (Feyenoord)
  - Weltpokalfinalist: 1983 (Hamburger SV)
- Europapokal der Landesmeister (2): 1970 (Feyenoord), 1983 (Hamburger SV)
  - Finalist: 1978 (FC Brügge)
- UEFA-Pokal:
  - Finalist (2): 1976 (FC Brügge), 1982 (Hamburger SV)

Meisterschaften
- Niederländischer Meister: 1971 (Feyenoord),
  - Vizemeister (3): 1970, 1972, 1973
- Belgischer Meister (3): 1976, 1977, 1978 (FC Brügge)
  - Vizemeister: 1980
- Deutscher Meister (2): 1982, 1983 (Hamburger SV)
  - Deutscher Vizemeister (2): 1984, 1987
- Österreichischer Meister (2): 1989, 1990 (FC Swarovski Tirol)
  - Österreichischer Vizemeister: 1991

Pokalsiege
- Niederländischer Pokalsieger: 1968 (Den Haag)
  - Pokalfinalist (3): 1963, 1964, 1966
- Belgischer Cupsieger (2): 1977 (FC Brügge), 1981 (Standard Lüttich)
- Deutscher Pokalsieger: 1987 (Hamburger SV)
- Österreichischer Cupsieger: 1989 (FC Swarovski Tirol)
  - Österreichischer Cupfinalist: 1988

- Österreichischer Supercupfinalist (2): 1989, 1990

### Sonstiges
- Happel war der erste Trainer, der die UEFA Champions League bzw. den Europapokal der Landesmeister mit zwei verschiedenen Vereinen gewann. Nach ihm schafften dies ebenso noch Ottmar Hitzfeld, José Mourinho, Jupp Heynckes, Carlo Ancelotti, Pep Guardiola und Luis Enrique.
- Happel ist bis heute der einzige Trainer, der mit drei verschiedenen Vereinen (Feyenoord, FC Brügge, Hamburger SV) in einem Champions-League- bzw. Europapokal-der-Landesmeister-Finale antrat.

### Bilanz als Nationaltrainer
| Nationalmannschaft | Nationalmannschaft | Amtszeit                               | SP | S | U | N |
|                    | Niederlande        | 31. August 1977 – 24. Juni 1978        | 12 | 8 | 2 | 2 |
|                    | Österreich         | 1. Jänner 1992 – 14. November 1992 (†) | 09 | 2 | 3 | 4 |

## ÖFB-Länderspiele unter Teamchef Ernst Happel
Legende
- H = Heimspiel
- A = Auswärtsspiel
- grüne Hintergrundfarbe = Sieg Österreichs
- gelbe Hintergrundfarbe = Unentschieden
- rote Hintergrundfarbe = Niederlage

| Spiele | Siege | Remis | Niederlagen | Tore  | TD |
| 9      | 2     | 3     | 4           | 18:17 | +1 |

| Nr. | Datum      | Ergebnis | Gegner           |   | Austragungsort   | Anlass                | Bemerkung                              |
| 533 | 25.03.1992 | 1:2      | Ungarn           | A | Budapest (HUN)   |                       | Erstes Länderspiel unter Ernst Happel  |
| 534 | 14.04.1992 | 4:0      | Litauen          | H | Wien             |                       | Erstes Länderspiel gegen Litauen       |
| 535 | 29.04.1992 | 1:1      | Wales            | H | Wien             |                       |                                        |
| 536 | 19.05.1992 | 2:4      | Polen            | H | Salzburg         |                       |                                        |
| 537 | 27.05.1992 | 2:3      | Niederlande      | A | Sittard (NED)    |                       |                                        |
| 538 | 19.08.1992 | 2:2      | Tschechoslowakei | A | Bratislava (TCH) |                       |                                        |
| 539 | 02.09.1992 | 1:1      | Portugal         | H | Linz             |                       |                                        |
| 540 | 14.10.1992 | 0:2      | Frankreich       | A | Paris (FRA)      | WM 1994-Qualifikation |                                        |
| 541 | 28.10.1992 | 5:2      | Israel           | H | Wien             | WM 1994-Qualifikation | Letztes Länderspiel unter Ernst Happel |